# بطولة كاريوكا 1995
بطولة كاريوكا 1995 هو موسم من بطولة كاريوكا. فاز فيه نادي فلومينينسي.